# Immolate Yourself
Immolate Yourself è il terzo album della band elettronica Telefon Tel Aviv, pubblicato dalla BPitch Control. Una settimana dopo la sua pubblicazione, Charles Cooper, membro fondatore della band, fu trovato morto in un parco di Chicago.

## Tracce
1. The Birds
2. Your Mouth
3. M
4. Helen of Troy
5. Mostly Translucent
6. Stay Away from Being Maybe
7. I Made a Tree on the Wold
8. Your Every Idol
9. You Are the Worst Thing in the World
10. Immolate Yourself